# Daryl Hannah
Daryl Christine Hannah (ur. 3 grudnia 1960 w Chicago) – amerykańska aktorka, producentka i reżyserka filmowa. Występiła w filmach: Łowca androidów (1982), Plusk (1984), Wall Street (1987), Roxanne (1987), Stalowe magnolie (1989) i Kill Bill (2003).

## Życiorys

### Wczesne lata
Urodziła się w Chicago w Illinois jako drugie z trojga dzieci i starsza córka Susan Jeanne Metzger, producentki/byłej nauczycielki, i Donalda Christiana Hannaha, właściciela przedsiębiorstwa produkującego barki i holowniki. Jej rodzina była pochodzenia szkockiego, niemieckiego, norweskiego, duńskiego, irlandzkiego i angielskiego. Ma starszego brata Dona oraz dwie siostry – Page (ur. 1964) i przyrodnią Tanyę Wexler (ur. 1970).
Gdy miała siedem lat, jej rodzice rozwiedli się, matka wyszła ponownie za mąż za biznesmena żydowskiego pochodzenia Jerrolda Wexlera, brata operatora filmowego Haskella Wexlera.
W młodym wieku cierpiała na bezsenność, przez co wiele czasu spędzała oglądając filmy. W wieku jedenastu lat zdecydowała się przejść na weganizm i pojawiła się w telewizyjnych reklamówkach. Uczęszczała do Chicago Latin School, po czym ukończyła prywatną szkołę średnią Francis W. Parker School w Chicago, gdzie grała w chłopięcej drużynie piłkarskiej. Myślała o karierze tancerki, ale zraziły ją wielogodzinne treningi i żelazna dyscyplina panująca w szkole tańca prowadzoną przez Marię Tallchief. Wybrała aktorstwo zauroczona Deszczową piosenką Stanleya Donena i Gene’a Kelly’ego. Uczyła się aktorstwa i sztuki improwizacji w Goodman Theatre School of Drama w rodzinnym Chicago.

### Kariera
Wzięła udział w kilku reklamach i jako 17–latka trafiła na duży ekran w niewielkiej roli Pam, uczennicy liceum dla dziewcząt w Chicago, podczas demonstracji testowania mocy telekinetycznych i percepcji pozazmysłowej w dreszczowcu Briana De Palmy Furia (The Fury, 1978) u boku Kirka Douglasa, Johna Cassavetesa i Andrew Stevensa. Wkrótce przeniosła się do Los Angeles, łącząc studia aktorskie w szkole teatralnej na Uniwersytecie Południowej Kalifornii z pracą na planie westernu Kraj dla twardzieli (Hard Country, 1981) z udziałem Jana-Michaela Vincenta, Michaela Parksa i Kim Basinger. W dramacie telewizyjnym ABC Papierowe lalki (Paper Dolls, 1982) z Joan Collins i Erikiem Stoltzem wystąpiła jako Taryn Blake, najpopularniejsza nastoletnia modelka w Ameryce. Jej ekscentryczna uroda i sprawność fizyczna (wykonała kilka własnych wyczynów kaskaderskich) zachwyciła publiczność i krytykę w roli agresywnej replikantki Pris o punkowym wyglądzie w dreszczowcu fantastycznonaukowym Ridleya Scotta Łowca androidów (Blade Runner, 1982) z Harrisonem Fordem i Rutgerem Hauerem. Zebrała fatalne recenzje za rolę prostolinijnej surferki Cathy w komediowym melodramacie Randala Kleisera Letni kochankowie (Summer Lovers, 1982), którego akcja rozgrywała się w greckich plenerach, z Peterem Gallagherem. Prawdziwy sukces przyszedł wraz z rolą syreny zakochanej w człowieku (Tom Hanks) w komedii fantasy Rona Howarda Plusk (Splash, 1984), za którą została uhonorowana nagrodą Saturna. W 1984 znalazła się na liście McCall „10 najlepszych kobiecych ciał w Ameryce”.

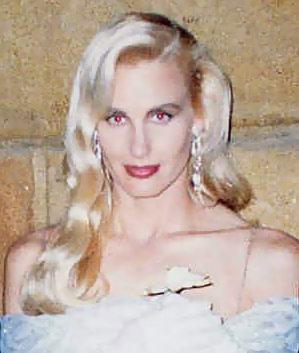
Daryl Hannah (1988)

Była instruktorką aerobiku w dramacie kryminalnym Papież z Greenwich Village (The Pope of Greenwich Village, 1984) z Erikiem Robertsem i Mickeyem Rourkiem. W melodramacie komediowym Jamesa Foleya Straceniec (Reckless, 1984) usiłowała nakłonić głównego bohatera (Aidan Quinn) do rezygnacji z egzystencji swobodnego jeźdźca.
Niespodzianką dla widzów było nieoczekiwane wyrzeczenie się wizerunku współczesnej dziewczyny dla prehistorycznej sagi Klan niedźwiedzia jaskiniowego (The Clan of the Cave Bear, 1986). Znacznie trudniejszym sprawdzianem był udział w komedii sensacyjnej Ivana Reitmana Orły Temidy (Legal Eagles, 1986), gdzie jako Chelsea Deardon, piękna i ekscentryczna córka znanego artysty oskarżona o kradzież cennych obrazów musiała dorównać Robertowi Redfordowi i zmierzyć się z brawurową i zaborczą Debrą Winger, lecz nie udało jej się wyjść z ich cienia. Znacznie lepiej czuła się na planie romantycznej komedii Roxanne (1987) jako obiekt uczuć nieśmiałego strażaka (Steve Martin) z nosem w stylu Cyrano de Bergeraca. Jednak za rolę dekoratorki wnętrz w dramacie kryminalnym Olivera Stone’a Wall Street (1987) otrzymała Złotą Malinę dla najgorszej aktorki drugoplanowej, a kolejne dwie nominacje do tej antynagrody zdobyła za postać Mary Plunkett Brogan w komedii Neila Jordana Zjawy (High Spirits, 1988) i siostry ex-żony gangstera, nieświadomie romansującej z jej hiszpańskim kochankiem w komedii romantycznej Zbyt wiele (Two Much, 1995) z Melanie Griffith i Antonio Banderasem.
Odrzuciła rolę Vivian w Pretty Woman (1990), ponieważ uważała, że jest to poniżające dla kobiet. Kolejne role to ekscentryczna fryzjerka w okularach w dramacie Stalowe magnolie (Steel Magnolias, 1989), kobieta-olbrzym w telewizyjnym remakeu sci-fi z 1958 roku HBO Atak kobiety o 50 stopach wzrostu (Kobieta olbrzym, Attack of the 50 Ft. Woman, 1993) z Danielem Baldwinem, córka zawziętego sąsiada (Jack Lemmon) w komedii Dwaj zgryźliwi tetrycy (Grumpy Old Men, 1993) i jej sequelu Jeszcze bardziej zgryźliwi tetrycy (Grumpier Old Men, 1995) i socjopatyczna morderczyni Leann Netherwood w dreszczowcu Córka morderców (The Tie That Binds, 1995) u boku Keitha Carradine.
W 1994 jako debiutująca reżyserka i scenarzystka otrzymała nagrodę jury na festiwalu filmowym w Berlinie za swój krótkometrażowy film Ostatnia wieczerza (The Last Supper, 1993). Była brana pod uwagę do roli Mii Wallace w Pulp Fiction (1994), którą ostatecznie zagrała Uma Thurman.
W 2000 zadebiutowała z powodzeniem na londyńskim West Endzie w Queens Theatre w roli Dziewczyny w sztuce Słomiany wdowiec. Jako napisała w recenzji Lizzie Loveridge w „Curtain Up” – scenariusz był „doskonałym środkiem” dla Hannah do „pokazania swojego talentu komediowego”'. Pojawiła się w teledysku Robbie’go Williamsa do przeboju „Feel” (2002). Triumfalną kreacją była postać jednookiej zabójczyni Elle Driver w filmie Quentina Tarantino Kill Bill część I (Kill Bill: Vol. I, 2003) zdobyła uznanie wśród widzów i krytyków, a za występ w Kill Bill część II (Kill Bill: Vol. 2, 2004) odebrała nagrodę Saturna, MTV i była nominowana do nagrody Złotej Satelity.
Zagrała w dramatach: fantasy Northfork (2003), Dom nadziei (Casa de los babys, 2003), Silver City (2004) oraz hiszpańskim dokumencie fabularyzowanym Dziwka (Yo puta, 2004).
Była reżyserką, producentką, montażystką, autorką zdjęć i odtwórczynią roli krótkometrażowego filmu dla Channel 4 London i HBO Zapiski striptizerki (Strip Notes, 2001) na podstawie swojej roli w dramacie Blue Iguana (Dancing at the Blue Iguana, 2000).
Była na okładkach magazynów takich jak „Vogue”, „Vanity Fair”, „Esquire”, „Harper’s Bazaar”, „People”, „Film”, „Life”, „Playboy” i „Rolling Stone”.
Na gali Oscarów 2025 jako jedyna, wbrew ostentacyjnemu zachowaniu prezydenta i wiceprezydenta USA sprzed paru dni, wsparła napadniętą przez Rosję Ukrainę.

## Życie prywatne
W latach 1976–1977 spotykała się z sympatią z lat licealnych, Chrisem Bensingerem. W latach 1983–1992 była w nieformalnym związku z muzykiem rockowym Jacksonem Browne’em. Romansowała z Mickiem Jaggerem (1987), Warrenem Beatty (1987) i Jimem Hensonem (1989). W latach 1990–1994 była związana z Johnem F. Kennedym Jr.. Jej partnerami także byli: Val Kilmer (2001–2002), David Blaine (2002), Brad Renfro (2006) i Paul Blackthorne (2010–2011). 
27 lipca 2018 zawarła związek małżeński z Neilem Youngiem.

## Filmografia

### Filmy
- 1981: Kraj dla twardzieli (Hard Country) jako Loretta
- 1982: Łowca androidów (Blade Runner) jako Pris
- 1983: Krwawy biwak (Final Terror) jako Windy Morgan
- 1984: Papież z Greenwich Village (The Pope of Greenwich Village) jako Diane
- 1984: Plusk (Splash; Touchstone Pictures) jako Madison
- 1984: Buntownik z Eberton (Reckless) jako Tracey Prescott
- 1984: Letni kochankowie (Summer Lovers) jako Cathy Featherstone
- 1986: Orły Temidy (Legal Eagles) jako Chelsea Deardon
- 1986: Klan niedźwiedzia jaskiniowego (The Clan of the Cave Bear) jako Ayla
- 1987: Wall Street jako Darien Taylor
- 1987: Roxanne jako Roxanne
- 1988: Zjawy (High Spirits) jako Mary Plunkett Brogan
- 1989: Zbrodnie i wykroczenia (Crimes and Misdemeanors) jako Lisa Crosley
- 1989: Stalowe magnolie (Steel Magnolias) jako Annelle Dupuy Desoto
- 1990: Wariaci (Crazy People) jako Kathy Burgess
- 1991: Zabawa w Boga (At Play In The Fields Of The Lord) jako Andy Huben
- 1992: Wspomnienia niewidzialnego człowieka (Memoirs of an Invisible Man) jako Alice Monroe
- 1993: Dwaj zgryźliwi tetrycy (Grumpy Old Men) jako Melanie
- 1993: Kobieta olbrzym jako Nancy Fowler
- 1994: Klan urwisów (The Little Rascals) jako panna Crabtree
- 1995: Jeszcze bardziej zgryźliwi tetrycy (Grumpier Old Men) jako Melanie Gustafson
- 1995: Córka morderców (The Tie That Binds) jako Leann Netherwood
- 1995: Zbyt wiele (Two Much) jako Liz Kerner
- 1996: Ostatnie dni Frankiego Muchy (The Last Days of Frankie the Fly) jako Margaret
- 1997: Prawdziwa blondynka (The Real Blonde) jako Kelly
- 1998: Hi-Life jako Maggie
- 1998: Rodzina Addamsów: Wielki zjazd (Addams Family Reunion) jako Morticia Addams
- 1998: Fałszywa ofiara (The Gingerbread Man) jako Lois Harlan
- 1999: Wróg mojego wroga (Diplomatic Siege) jako Erica Long
- 1999: Dzikie kwiaty (Wildflowers) jako Sabine
- 1999: Mój przyjaciel Marsjanin (My Favorite Martian) jako Lizzie
- 1999: Speedway Junky jako Veronica
- 2000: Prezydent na celowniku (First Target) jako Alex McGregor
- 2000: Zabawa w chowanego (Cord) jako Anne White
- 2000: Zatańczyć w Błękitnej Iguanie (Dancing at the Blue Iguana) jako Angel
- 2001: Jackpot jako Bobbi
- 2001: Ogniste rodeo (Cowboy Up) jako Celia Jones
- 2002: Bank (krótkometrażowy) jako amerykańska dziewczyna
- 2002: Brudna forsa (Run for the money) jako Virginia
- 2002: Szkoła uczuć (A Walk to Remember) jako Cynthia Carter
- 2003: Wielka pustka (The Big Empty) jako Stella
- 2003: Zlecenie (The Job) jako CJ March
- 2003: Dom nadziei (Casa de los babys) jako Skipper
- 2003: Northfork jako Flower Hercules
- 2003: Kill Bill (Kill Bill: Vol. 1) jako Elle Driver
- 2004: Careful What You Wish For jako klientka sklepu
- 2004: Silver City jako Maddy Pilager
- 2004: Kill Bill (Kill Bill: Vol. 2) jako Elle Driver
- 2004: Dziwka (Yo puta) jako Adriana
- 2006: Olè jako Maggie Granger
- 2006: Trzymaj Ze Steinami/Moja bar micwa (Keeping Up With The Steins) jako Poświęcona Pierzasta/Sandy
- 2006: Miłość to narkotyk (Love Is the Drug) jako Sandra Brand
- 2007: Poeta (The Poet) jako Marlene Konig
- 2008: Dark Honeymoon jako Jan
- 2008: Vice jako Salt
- 2008: The Cycle jako Carrie
- 2009: A Closed Book jako Jane Ryder
- 2011: A Fonder Heart jako Margaret Boone
- 2015: Głos sumienia (Skin Traffik) jako Zhanna
- 2015: Kim jest Michael (I Am Michael) jako Deborah
- 2018: Papa jako Sarah Freidman

### Filmy TV
- 1982: Papierowe lalki (Paper Dolls) jako Taryn Blake
- 1993: Kobieta olbrzym (Attack of the 50 Ft. Woman) jako Nancy Archer
- 1998: Okno na podwórze (Rear Window) jako Claudia Henderson
- 1998: Opowieści o odwadze: Dwie rodziny (Rescuers: Stories of Courage: Two Families) jako Maria Althoff
- 2001: Jack i czarodziejska fasola (Jack and the Beanstalk. The Real Story) jako Thespee, członek wielkiej rady Mac Slec
- 2006: Ostatnie dni planety Ziemia (Final Days of Planet Earth) jako Liz Quinlan
- 2007: Całe dobro jedyne jest żonate (All the Good Ones Are Married) jako Alex
- 2008: Shark Swarm jako Brook Wilder
- 2008: Zemsta mnicha (Kung Fu Killer) jako Jane

### Seriale
- 1997: Pistolet (Gun) jako Jill Johnson
- 1997: Ostatni don (The Last Don) jako Athena Aquitane
- 2002: Frasier jako rozmówczyni nr 2 (głos)
- 2013–2014: Hawaje 5-0 jako Cherie Tranton
- 2015–2018: Sense8 jako Angelica Turing

## Nagrody i nominacje
| Rok  | Nagroda               | Kategoria                      | Film                     | Rezultat  |
| ---- | --------------------- | ------------------------------ | ------------------------ | --------- |
| 1985 | Nagroda Saturn        | Najlepsza aktorka              | Plusk (1984)             | Wygrana   |
| 1987 | Złota Malina          | Najgorsza aktorka drugoplanowa | Wall Street (1987)       | Wygrana   |
| 1989 | Złota Malina          | Najgorsza aktorka drugoplanowa | Zjawy (1988)             | Nominacja |
| 1997 | Złota Malina          | Najgorsza aktorka drugoplanowa | Zbyt wiele (1995)        | Nominacja |
| 2005 | Nagroda Saturn        | Najlepsza aktorka drugoplanowa | Kill Bill: Vol. 2 (2004) | Wygrana   |
| 2005 | Nagroda Satelita      | Najlepsza aktorka drugoplanowa | Kill Bill: Vol. 2 (2004) | Nominacja |
| 2005 | MTV Movie Awards 2005 | Najlepsza walka z Umą Thurman  | Kill Bill: Vol. 2 (2004) | Wygrana   |